# Egon Lauppert
Egon Lauppert (* 9. Mai 1879 in Agram, heutiges Zagreb; † 20. Dezember 1955 in Wien; bis 1919 als Lauppert von Peharnik) war ein österreichischer Offizier (Generalmajor) und Journalist.

## Leben
Lauppert wurde in Agram als Sohn des Obersten Nikolaus Lauppert von Peharnik und der preußischen Gutsbesitzerstochter Helene (geb. von Winning) geboren. Die militärische Ausbildung absolvierte er als Jahrgangszweiter von 1897 bis 1900 an der Theresianischen Militärakademie in Wiener Neustadt. Als Leutnant zum 4. Regiment der Tiroler Kaiserjäger ausgemustert, kam er 1903 in die k.u.k. Kriegsschule und wurde nach erfolgreicher Beendigung 1905 dem Generalstabskorps zugeteilt.
Im Ersten Weltkrieg war er in diversen Generalstabsfunktionen tätig und wurde 1916 stellvertretender Militärbevollmächtigter in Konstantinopel. Nach dem Krieg war er im österreichischen Kriegsarchiv beschäftigt. Nach Studien an der Universität Wien und der Sorbonne promovierte er 1923 zum Dr. phil. Im Jahre 1926 übernahm er die Herausgeberschaft und Chefredaktion der Österreichischen Wehrzeitung und baute diese zu einem führenden Organ aus. Lauppert war Mitinitiator des Heldendenkmals  im Äußeren Burgtor und Vizepräsident des Errichtungskomitees.
Lauppert war seit 1922 mit der Diplomatentochter Frieda Van der Does de Willebois (* 6. Juli 1873) verheiratet. Er starb nach längerem Leiden 1955 in Wien und wurde am Wiener Zentralfriedhof beigesetzt.